# Stanisławów (Olszownica)
Stanisławów – przysiółek wsi Olszownica w Polsce, położony w województwie świętokrzyskim, w powiecie opatowskim, w gminie Baćkowice.
W latach 1975–1998 przysiółek administracyjnie należał do województwa tarnobrzeskiego.